# Heaven's Open
Albums de Mike Oldfield
Amarok
(1990) Tubular Bells II
(1992)
Heaven's Open est le treizième album studio réalisé par le musicien britannique Mike Oldfield. Sorti en 1991, c'est son dernier album publié chez Virgin Records et le seul à sortir sous le nom de Michael Oldfield, au lieu de Mike Oldfield. L'album est produit par Tom Newman, qui, de façon similaire, signe sa collaboration du nom de Thom Newman. 

## Historique
Mike Oldfield réalise cet album rapidement après Amarok, sorti seulement huit mois avant. En dehors de The Millenium Bell, aucun album de Mike Oldfield n'est sorti aussi vite après l'album précédent.
La sortie d'Heaven's Open, le 18 février 1991, libère Mike Oldfield de son contrat avec Virgin Records, un contrat dont il était largement insatisfait,.
Le dernier au revoir de Mike Oldfield à Virgin apparaît tout à la fin du morceau «Music from the Balcony», où on l'entend un rire détendu et la voix de Mike Oldfield qui dit «Fuck Off !». Les textes des cinq chansons présentes sur l'album évoquent également le ressentiment de Mike Oldfield envers Virgin et sa joie d'être libéré de son contrat.
Mike Oldfield chante sur toutes les chansons, ce qui est une première dans sa discographie. Pour ce faire, il a été formé par Helena Shenel, qui avait travaillé avec George Michael, Peter Gabriel ou encore Paul Young. Auparavant, il avait chanté à la fin d'Ommadawn, et on pouvait entendre sa voix trafiquée au vocoder sur Five Miles Out et Crises.
Le titre provisoire de Heaven's Open était Man in the Rain. La chanson «Heaven's Open» s'inspire largement d'une version ancienne de «Man in the Rain», titre qui sera réutilisé plus tard par Mike Oldfield sur l'album Tubular Bells III , et sorti en single en 1998.
Heaven's Open marque un retour de Mike Oldfield au format de ses albums commerciaux de la première moitié des années 1980, avec une série de chansons pop rock accessibles et un long morceau de rock instrumental, mais à la différence des albums construits sur ce modèle (Five Miles Out, Crises, etc.), la longue composition est le dernier morceau de l'album et non le premier. Mike Oldfield avait déjà clôt un album sur un long morceau instrumental, avec Discovery en 1984.
La pochette de l'album est une version retravaillée d'une photo prise à l'origine pour Tubular Bells, dont le titre provisoire était Breakfast in Bed. Dans cette photo, du sang s'écoulait de l’œuf à la place du jaune.

## Pistes de l'album
| No | Titre                                 | Durée |
| -- | ------------------------------------- | ----- |
| 1. | Make Make                             | 4:19  |
| 2. | No Dream                              | 6:02  |
| 3. | Mr Shame                              | 4:22  |
| 4. | Gimme Back                            | 4:12  |
| 5. | Heaven's Open                         | 4:31  |
| 6. | Music From The Balcony (instrumental) | 19:44 |

## Personnel
- Mike Oldfield : guitares, claviers, chant
- Mickey Simmonds : piano, orgue Hammond
- Andrew Longhurst : claviers additionnels
- Dave Levy : basse
- Courtney Pine : saxophone, clarinette basse
- Simon Phillips : batterie
- Anita Hegerland : chœurs
- Nikki "B" Bentley : chœurs
- Tom Newman : chœurs
- The Sassy Choir (Vicki St. James, Sylvia Mason-James, Dolly James, Debi Doss, Shirlie Roden, Valeria Etienne) : chœurs